# Cuphea ignea
Espèce
Synonymes
- Cuphea liebmannii Koehne[2]
- Cuphea platycentra Lem.[2]
- Cuphea tubiflora Lem.[2]
- Parsonsia ignea (A. DC.) Standl.[2]
- Parsonsia liebmannii (Koehne) Standl.[2]
- Parsonsia platycentra Britton[2]

Cuphea ignea est une espèce de plantes à fleurs de la famille des Lythracées originaire du Mexique et des Antilles. C'est une plante ornementale.